# 安徽广德6·3空难
安徽广德“6·3”空难發生在2006年6月3日，一架隸屬中國人民解放軍空軍的空警-200預警機在执行任务途時，在安徽省廣德縣柏垫镇姚村上空失事墜毀，機上包括機組人員在內的40人全部罹難。這是中國人民解放軍歷史上最嚴重的空難，亦是中國空軍2006年發生的四起空難中的第二起。
2006年9月7日，中國官方通訊社新華社公佈了調查結果，認定空難的直接原因是飛機多次穿越结冰区域，造成飞机空中结冰並导致失控坠毁。
在最初的官方新聞中，失事飛機的機型和失事地點的準確位置並沒有透露，僅使用「軍用運輸機」和「安徽某地」等籠統的表述帶過。隨著事件的發展和報道的深入，肇事飛機的機型被證實是當時正在研發的、由運-8改裝的空警-200預警機，失事地點為安徽廣德。

## 事件經過
飛機在當日約13時30分從安徽肥東軍用機場起飛，約16時在安徽廣德上空失事墜毀。事發當時有目擊者看到兩架軍機一前一后，低飛進入縣城上空，並發出異常的聲音。隨後，其中的一架飛機突然朝下墜落，之後飛機又突然之間猛然上升朝山上飛去。飛機墜毀前曾發生爆炸，墜毀後飛機斷成兩截並再次發生爆炸。失事現場被砸出一個大坑，同時發現5具完整的屍體。
空難發生後，廣德縣縣委、縣政府和縣人武部共組織了5600人次和部隊官兵對空難現場進行搜索。

### 遇難者
据亚洲周刊等外媒报道，机上乘员为雙機組配備，軍方和地方技術人員各佔一半，除空軍駕駛人員和導航人员外，其余为空军預警機研發系統专家，包括数名將軍級军队高級工程師，以及軍隊管轄的非军方研究人员，来自坐落安徽的中国电子科技集团第三十八研究所等单位。
据中国电子科技集团董事长陈肇雄的缅怀文章，事故遇难者包括中国电子科技集团6个院所的10名技术骨干，平均年龄不足28岁，最小年仅24岁。

## 失事飛機
空警-200機背上搭載了平板缝隙天线机械扫描机载预警雷达（又稱平衡木預警系統），該機在2005年1月完成首次試飛，這次墜毀的是該型號的第二架飛機。

## 事件調查
空難發生後，中央军委派遣了总部工作组连夜赶赴現場，组织搜救和善後工作。該工作組由中共中央政治局委员、中央军委副主席郭伯雄率領。
空難調查發現，除直接原因結冰之外，還有多個原因導致空難發生：
1. 機翼除冰系統出現故障[3]；
2. 飛機超載（因當時飛機正在進行測試，裝有大量設備，機上不應搭載超過30人）[3]；
3. 機上大部分乘客沒有綁好安全帶[10]。

### 隱瞞案情
空軍有關方面在空難之後刻意將遇難人數數字從40人減少至29人，企圖使事故級別從「重大事故」（30人以上）降低一級，並對飛機的飛行紀錄儀（俗稱黑匣子）的資料進行修改，將黑匣子長度為1分03秒資料刪除。事件被揭發後，郭伯雄曾憤怒地說「誰敢造假我槍斃誰。」

### 事後處分
空難原因查明後，中央军委對空難相關的責任人進行處分：
- 南京军区副司令员兼南京军区空军司令员江建曾：记大过处分
- 南京军区副政治委员兼南京军区空军政治委员王伟：记过处分
- 南京军区空军副参谋长郭春广：降职处分
- 南京军区空军某团团长张广建：撤职处分
- 空军装备部副部长岳留安：记过处分

還有6人被給予记大过、记过、严重警告等处分。

## 事件之後
| 中國人民解放軍空軍2006年發生的空難 | 中國人民解放軍空軍2006年發生的空難 | 中國人民解放軍空軍2006年發生的空難 |
| 時間及地點                                       | 機型                                             | 受傷或死亡人數                                   |
| ------------------------------------------------ | ------------------------------------------------ | ------------------------------------------------ |
| 4月4日 海南省文昌市南陽農場                      | 殲-7                                             | 一名飛行員死亡                                   |
| 6月3日 安徽省廣德縣                              | 空警-200 （運-8改裝機）                          | 40                                               |
| 6月12日 江蘇省南京市义序机场附近                 | 殲-7E                                            | 一名飛行員跳傘逃生 地面1人死亡1人失踪            |
| 10月19日 河北省衡水市桃城區大麻森乡李善村        | 運-7                                             | 機上約五至六人死亡 地面1名村民受傷               |

中國空軍在這次空難發生後又發生了2次空難，加上4月4日發生的一起空難，中國空軍在2006年共發生4次空難，有評論认为這些事件暴露了中國軍隊紀律散漫的問題。空難之後，研製運-8運輸機的陕西飞机工业集团對機上的部分系統進行改進和更換，避免事故再次發生。

## 哀悼和紀念
中央
6月4日，时任中共中央總書記、國家主席、中央軍委主席胡錦濤發出唁電，對空難中罹難人員表示深切哀悼，並向遇難者家屬表示慰問。6月15日，遇難人員的追悼會在江蘇舉行，由空军司令员乔清晨主持，空军政委邓昌友致悼词。軍方據稱在這次追悼會之後，又在北京單獨為遇難的軍方人員舉行了一個不公開的追悼會。
地方
当地政府将失事地命名为“英烈山”，并在山下建造了“英烈坊”牌坊，紀念空難中罹難的人員。牌坊於2008年5月開始設計，同年8月建成，牌坊总高8米，宽10米，正中的兩條立柱刻有對聯，左柱內容為「国家栋梁」，右柱內容為「民族英雄」，横联为「英烈坊」。牌坊上做了特殊的設計以紀念該事件：如牌坊6.3米高的外柱和左右兩個各3個、中間6個的斗拱寓意空難發生的日期——6月3日；牌坊4根立柱和立柱中間間距4米則寓意遇難的40名人員。除此之外，廣德縣和軍方還一同興建了柏梨公路、航空學校和「英烈亭」等纪念设施。

## 類似事件
- 1988年6月26日，執飛法國航空296號班機的空中客车A320-111型客機在載有136名乘客的情況下，在法國一個航空展中表演低空飞越機場時墜毀，空難造成機上3人死亡。事後黑匣子在被法國民航局違規保存10天之後才被警方收回，但資料疑似遭到纂改而無法讀取。這次事件成為空中客車A320的首次空難。
- 1994年10月31日，執行美鷹航空4184號班機的ATR 72-212型客機在美國芝加哥国际机场等待降落时，因机身結冰和飛機設計缺陷，导致飞机失速墜毀，机上包括機組人員在內的68人全部罹难。

## 外部連結
- 胡锦涛发唁电哀悼我失事军用运输机机上遇难人员（页面存档备份，存于），中央电视台－新闻60分，2006年6月5日（简体中文）
- 空军运输机失事遇难人员追悼会举行（页面存档备份，存于），中央電視台－新聞聯播，2006年6月15日（简体中文）
- 英烈：空警200坠毁牺牲的将军烈士名单曝光，中华网，2009-11-30（简体中文）
- ASN Aircraft accident Shaanxi KJ-200 (Y-8) registration unknown Yaocun（页面存档备份，存于），Aviation Safety Network （英文）